# Vladimír Čada
Vladimír Čada (* 1. listopadu 1961) je český politik, na počátku 21. století poslanec Poslanecké sněmovny za ČSSD.

## Biografie
Ve volbách v roce 2002 byl zvolen do poslanecké sněmovny za ČSSD (volební obvod Plzeňský kraj). Byl členem sněmovního výboru pro vědu, vzdělání, kulturu, mládež a tělovýchovu. V parlamentu setrval do voleb v roce 2006.
Dlouhodobě je aktivní v místní politice. V komunálních volbách roku 1998, komunálních volbách roku 2002, komunálních volbách roku 2006 a komunálních volbách roku 2010 byl zvolen do zastupitelstva města Stod za ČSSD. Profesně se uvádí k roku 1998 jako tajemník městského úřadu, k roku 2006 a 2010 jako ředitel úřadu práce. Na post ředitele Úřadu práce Plzeň-sever nastoupil v červnu 2006. Ve volbách v roce 2006 do sněmovny nekandidoval.
Je předsedou Komise sociální, pro zaměstnanost a lidská práva krajské organizace ČSSD v Plzeňském kraji.